# إيرلين براون
إيرلين براون (بالإنجليزية: Earlene Brown)‏ هي منافسة ألعاب القوى أمريكية، ولدت في 11 يوليو 1935 في لاريدو في الولايات المتحدة، وتوفيت في 1 مايو 1983 في كومبتون في الولايات المتحدة.

## وصلات خارجية
- إيرلين براون على موقع الاتحاد الأمريكي لسباقات المضمار والميدان (الإنجليزية)
- إيرلين براون على موقع الاتحاد الأمريكي لسباقات المضمار والميدان، قاعة المشاهير (الإنجليزية)
- إيرلين براون على موقع اللجنة الأولمبية الدولية (الإنجليزية)
- إيرلين براون على موقع أوليمبيديا (الإنجليزية)